# 向山町 (田原市)
向山町（むかいやまちょう）は、愛知県田原市の地名。15の小字が設置されている。

## 地理
旧渥美町北部に位置する。東は福江湾、南は福江町に接する。

### 字一覧
字名は以下の通りである。
| - 上清水（うわしみず） - 上前田（かみまえだ） - 北六反（きたろくたん） - 郷（ごう） - 塩浜（しおはま） | - 清水（しみず） - 下前田（しもまえだ） - 新々田（しんしんでん） - 新吉野（しんよしの） - 仲島（なかじま） | - 浜畑（はまはた） - 前田（まえだ） - 南六反（みなみろくたん） - 横割（よこわり） - 吉野（よしの） |

## 歴史

### 沿革
- 延宝2年 - 向山新田として成立[7]。
- 宝永4年 - 畠村から分離独立[7]。
- 1889年（明治22年） - 合併に伴い、福江村大字向山となる[7]。
- 1897年（明治30年） - 町制施行に伴い、福江町大字向山となる[7]。
- 1955年（昭和30年） - 合併に伴い、渥美町大字向山となる[7]。

## 世帯数と人口
2015年（平成27年）10月1日現在の世帯数と人口は以下の通りである。
| 町丁   | 世帯数 | 人口  |
| ------ | ------ | ----- |
| 向山町 | 69世帯 | 216人 |

### 人口の変遷
国勢調査による人口の推移
| 2005年（平成17年） | 260人 | [ 8 ] |  |
| 2010年（平成22年） | 243人 | [ 9 ] |  |
| 2015年（平成27年） | 216人 | [ 2 ] |  |

## 学区
市立小・中学校に通う場合、学区は以下の通りとなる。また、公立高等学校に通う場合の学区は以下の通りとなる。
| 番・番地等 | 小学校             | 中学校             | 高等学校 |
| ---------- | ------------------ | ------------------ | -------- |
| 全域       | 田原市立福江小学校 | 田原市立福江中学校 | 三河学区 |

## 施設
- 向山漁港[5]
- 熊野神社[5]

## その他

### 日本郵便
- 郵便番号 : 441-3616[3]（集配局：渥美郵便局[12]）。